# Jerzy Zawisza
Jerzy Zawisza (Borek Wielki; 19 de Dezembro de 1943 — ) é um político da Polónia. Ele foi eleito para a Sejm em 25 de Setembro de 2005 com 5338 votos em 15 no distrito de Tarnów, candidato pelas listas do partido Samoobrona Rzeczpospolitej Polskiej.[[